# Hans Bothmann

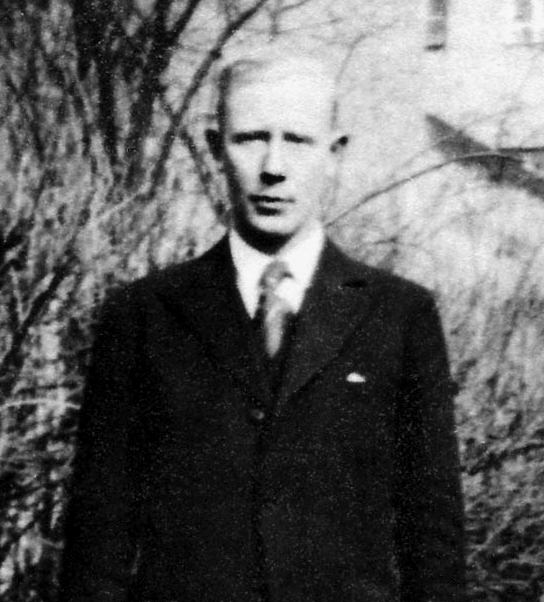
Hans Bothmann

Hans Bothmann (* 11. November 1911 in Lohe-Rickelshof (Dithmarschen); † 4. April 1946 in Heide (Holstein)) war zweiter SS-Kommandant des Vernichtungslagers Kulmhof/Chelmno und eines so genannten SS-Sonderkommandos in dem Dorf Chelmno nad Nerem (Kulmhof) im damaligen Landkreis Warthbrücken während der deutschen Besetzung Polens 1939–1945. Bothmann war neben vielem anderen für die Ermordung von über 10.000 Juden aus dem deutschen Reich, Wien, Prag und Luxemburg im Mai 1942 verantwortlich.

## Leben
1932 war er der Hitlerjugend beigetreten. Ab 1933 war er SS-Mitglied (Mitgliedsnummer 117.630) und trat zum 1. März 1935 der NSDAP bei (Mitgliedsnummer 3.601.334).
Bothmann war Angehöriger der Staatspolizeileitstelle Posen (Poznań) im Rang eines Kriminalkommissars und SS-Hauptsturmführers.
Im März/April 1942 löste Bothmann Kriminalkommissar Herbert Lange von derselben Dienststelle als Leiter des „SS-Sonderkommandos Kulmhof“ oder „SS-Sonderkommandos X“ im Vernichtungslager ab.
Bothmanns Zeit in Chelmno bis Ende März 1943 umfasste die Phase der intensivsten Mordtätigkeit.
Nach einem Sonderurlaub im April 1943 kamen alle 85 Angehörigen des „SS-Sonderkommandos X“, offenbar auf eigenen Wunsch unter ihrem Kommandeur Bothmann, geschlossen zur 7. SS-Freiwilligen-Gebirgs-Division „Prinz Eugen“. Sie wurden in Jugoslawien im Kampf gegen Partisanen (siehe Jugoslawische Volksbefreiungsarmee) als Feldgendarmerie eingesetzt, wobei die Einheit erhebliche Verluste erlitt.
Mitte Februar 1944 vereinbarten der „Reichsführer SS“ Heinrich Himmler und Reichstatthalter Arthur Greiser, das Ghetto Litzmannstadt (Łódź) solle „personell auf ein Mindestmaß verringert“ werden und dürfe „nur so viel Juden, wie sie unbedingt im Interesse der Rüstungswirtschaft erhalten werden müssen“, behalten. Zugleich wurde festgelegt: „Die Verringerung wird durch das im Gau schon früher tätig gewesene Sonderkommando des SS-Hauptsturmführers Bothmann durchgeführt werden.“ Himmler werde Befehl erteilen, Bothmann mit seinen Leuten aus dem Einsatz in Kroatien herauszuziehen und „dem Gau Wartheland wieder zur Verfügung zu stellen“.
Im April 1944 kehrte Bothmann mit einem Teil seiner Männer von der SS-Division „Prinz Eugen“ nach Chelmno zurück. Die bereits beschlossene „Verringerung“ durch das SS-Sonderkommando begann erst Mitte Juni 1944. Zwischen dem 23. Juni und dem 14. Juli 1944 wurden 7.176 jüdische Männer, Frauen und Kinder in zehn Eisenbahntransporten von Litzmannstadt in das wiedereröffnete Vernichtungslager Kulmhof abtransportiert und dort in den Gaswagen ermordet.
Als sowjetische Truppen Litzmannstadt eingenommen hatten, erschossen Bothmann und seine Männer in der Nacht vom 17. zum 18. Januar 1945 die letzten noch lebenden jüdischen Arbeiter, die seit Abschluss der Transporte nach Chelmno und Auschwitz ab Ende August 1944 noch mit Aufräumungsarbeiten zur Beseitigung aller Spuren der Vernichtung befasst waren. Bothmanns Kommando setzte sich nach Westen ab, wurde endgültig aufgelöst und auf verschiedene Polizeidienststellen verteilt. Im Februar 1945 wurde Kriminalkommissar Bothmann Leiter des Grenzpolizeikommissariats Flensburg. Zum Ende des Krieges flüchteten noch eine ganze Anzahl weiterer NS-Täter, über die sogenannte Rattenlinie Nord, nach Flensburg. Bothmann geriet nach Kriegsende in britische Haft und beging am 4. April 1946 in Heide (Holstein) Suizid durch Erhängen.